# فوکوئوکا تاکاچیکا
فوکوئوکا تاکاچیکا (به ژاپنی: 福岡孝弟 Fukuoka Takachika); ۵ فوریهٔ ۱۸۳۵ – ۷ مارس ۱۹۱۹) سامورایی، و سیاستمدار اهل ژاپن بود.